# Ли Цзин (киноактриса)
Ли Цзин, или Ли Чин (кит. 李菁, пиньинь Lǐ Jīng, английские варианты написания Li Ching / Ching Lee / Li Jing; 8 ноября 1948, Шанхай, Китай — февраль 2018) — гонконгская киноактриса, звезда студии «Shaw Brothers» в конце 1960 — начале 1970-х годов, одна из нескольких актрис студии, получивших титул (постоянно упоминавшийся в титрах и рекламе фильмов) «Королевы азиатского кино», ввиду возраста в момент получения — «Маленькой Королевы» (Baby Queen), а также продюсер нескольких фильмов.

## Биография и карьера
При рождении будущую звезду звали Ли Гоин; она родилась 8 ноября 1948 года, как и ряд других гонконгских актёров этого поколения, в материковом Китае (в Шанхае), младшей в семье с девятью детьми, переехав на свою новую родину в 5-летнем возрасте.
Её карьера с самого начала была привязана к «Shaw Brothers», когда, в возрасте 15 лет, она стала посещать организованные кинокомпанией классы актёрского мастерства. Сыграв несколько ролей второго плана в фильмах с Линдой Линь Дай и Лин Бо, она привлекла внимание менеджеров студии, и уже в 16-летнем возрасте сыграла свою двойную роль в «Фее озера», за которую осенью 1965 года была признана «Лучшей актрисой» на 12-м Азиатско-Тихоокеанском кинофестивале и которой заработала свой королевский титул.
В охват ролей Ли Цзин входили все основные жанры «Shaw Brothers» — драма хуанмэй (англ.), уся (в фильмах Чжан Чэ и других режиссёров, в частности, «14 героинь» 1972 года) и выделившиеся позже «кун-фу фильмы», фильмы с современным сюжетом (из которых хорошо известна, например, заглавная роль в «Шаньшань» 1967 года), и даже эротика (которую на студии достаточно активно разрабатывали в 1970-х годах).
В конце 1976 года актриса ушла со студии, однако снялась ещё в ряде фильмов в Гонконге и на Тайване, а также сама продюсировала три фильма.
Ли Цзин официально прекратила свою кинокарьеру в 1983 году (приписываемые ей иногда роли в фильмах 1989 и 1995 года принадлежат её тезке). Уже после ухода из кино Ли пережила значительный кризис, отчасти связанный с разрывом с актёром Ти Луном, после чего практически не появлялась на публике и не общалась ни с прессой, ни с коллегами, за исключением режиссёра Хо Мэнхуа.
В последние годы жизни страдала от онкологического заболевания. Умерла зимой 2018 года. 22 февраля 2018 года сильно разложившееся тело бывшей актрисы было найдено в занимаемой ей гонконгской квартире пожарными, вскрывшими жилище по вызову из-за неприятного запаха.

## Работы, отмеченные наградамиАзиатско-тихоокеанского кинофестиваля
- «The Mermaid»/«Фея озера» (1964) — призы в номинациях «Лучшая женская роль» и «Лучший звук» (1965).
- «Susanna»/«Шаньшань» (1967) — приз в номинации «Лучший фильм»[5].
- «The Merry Wife» (1972) — приз в номинации «Самая популярная актриса».

## Фильмография

### Актерские работы

#### Музыкальные фильмы стиля хуанмэй
| Год  | Китайское название | Транскрипция        | Английское название                     | Русское название                                           | Роль                                |
| ---- | ------------------ | ------------------- | --------------------------------------- | ---------------------------------------------------------- | ----------------------------------- |
| 1964 | 妲己               | Dá Jǐ               | The Last Woman of Shang                 | Дацзи                                                      | (в массовке танца)                  |
| 1964 | 雙鳳奇緣           | shuāng fèng qi yuán | The Female Prince                       | Девушка-принц                                              | служанка Чунь Лань                  |
| 1964 | 血手印             | xuè shŏu yìn        | The Crimson Palm                        | Кровь на руках                                             | Сюэчунь                             |
| 1965 | 魚美人             | yú měi rén          | The Mermaid / The Beautiful Carp Spirit | Фея озера                                                  | Фея озера, Цзинь Мутан              |
| 1965 | 西廂記             | xī xiāng jì         | The West Chamber                        | Западный флигель                                           | Хун Нян                             |
| 1965 | 宋宫秘史           | Sòng gōng mì shĭ    | Inside the Forbidden City               | Тайные хроники Сунской династии                            | служанка, играющая призрака Коу Чжу |
| 1965 | 寶蓮燈             | băo lián dēng       | The Lotus Lamp                          | Светильник Священного Лотоса                               | фея Линчжи                          |
| 1967 | 連瑣               | Lián Suŏ            | Lady Jade Locket                        | Лянь Со                                                    | Лянь Со, барышня Тун (сестры)       |
| 1967 | 女巡按             | nǚ xún àn           | The Pearl Phoenix                       | Барышня на службе Его Величества                           | Хо Динцзинь                         |
| 1969 | 三笑               | sān xiào            | The Three Smiles                        | Три улыбки                                                 | служанка «Осеннее Благоухание»      |
| 1978 | 新紅樓夢           | xīn hóng lóu mèng   | Dream of the Red Chamber                | Новый Сон в Красном Тереме (по классическому роману Китая) | Сюэ Баочай                          |

#### Фильмы боевых искусств (уся, кунфу и т. п.)
| Год  | Китайское название | Транскрипция      | Английское название                        | Русское название               | Роли                                                  |
| ---- | ------------------ | ----------------- | ------------------------------------------ | ------------------------------ | ----------------------------------------------------- |
| 1966 | 文素臣             | wén sù chén       | The Knight of Knights                      |                                | Цзинь                                                 |
| 1967 | 盗剑               | dào jiàn          | Rape of the Sword                          |                                | Чжун Цзяолун                                          |
| 1968 | 神刀               | shén dāo          | The Sword of Swords                        | Великий Меч                    | Бай Фэн                                               |
| 1969 | 豪俠傳             | hao xia zhuan     | Killers Five                               |                                | Ма Цзиньлин                                           |
| 1969 | 保鏢               | bǎo biāo          | Have Sword, Will Travel                    | Есть меч — могу путешествовать | Юнь Пяопяо                                            |
| 1969 | 鐵手無情           | tiě shǒu wú qíng  | The Invincible Fist                        | Неукротимый кулак              | Гуйгу                                                 |
| 1970 | 餓狼谷             | e lang gu         | Valley of the Fangs                        | Долина клыков                  | Сун Цзе                                               |
| 1971 | 新獨臂刀           | Xin du bi dao     | The New One-Armed Swordsman / Triple Irons | Новый однорукий меченосец      | Ба Цзяо                                               |
| 1971 | 冰天侠女           | Bing Tian Xia Nu  | Vengeance of a Snowgirl                    | Воительница в небесных льдах   | Шэнь Пинхун                                           |
| 1971 | 侠士行             | Xia shi xing      | The Long Chase                             | Долгое преследование           | Ван Сюэнян                                            |
| 1971 | 鹰王               | yīng wáng         | King Eagle                                 | Повелитель орлов               | 7-й Мастер Ань Юклинь, 8-й Мастер Ань Бинъэр (сестры) |
| 1972 | 群英会             | qún yīng huì      | Trilogy of Swordsmanship                   | Трилогия искусства меченосцев  | Сюй Фэнъин                                            |
| 1972 | 十四女英豪         | shísì nǚ yīng háo | The Fourteen Amazons                       | 14 героинь / 14 амазонок       | Ян Памэй                                              |
| 1973 | 埋伏               | Mai Fu            | Ambush                                     | Засада                         | Фань Сюсю                                             |
| 1975 | 金毛獅王           | jīn máo shī wáng  | The Golden Lion                            | Золотой лев                    | Лу Вэньфан                                            |
| 1977 | 楚留香             | Chu Liu Xiang     | Clans of Intrigue                          | Чу Люсян                       | «Черная Жемчужина» Хэй Чжэньчжу                       |
| 1977 | 老虎崖             | lǎo hǔ yá         | Tiger and Cliff                            |                                |                                                       |

#### Исторические драмы
| Год  | Китайское название | Транскрипция    | Английское название   | Русское название          | Роли                |
| ---- | ------------------ | --------------- | --------------------- | ------------------------- | ------------------- |
| 1964 | 玉堂春             | yu tang сhun    | The Story of Sue San  | История Су Сань           | певица на вечеринке |
| 1967 | 鐵頭皇帝           | tiě tóu huángdì | The King with My Face | Железная маска императора | принцесса Гунчжу    |
| 1974 | 朱门怨             | Zhu Men Yuan    | Sorrow of the Gentry  |                           |                     |

#### Эротика
| Год  | Китайское название           | Транскрипция                 | Английское название                            | Русское название     | Роли                  |
| ---- | ---------------------------- | ---------------------------- | ---------------------------------------------- | -------------------- | --------------------- |
| 1973 | 荡女奇行                     | Dang nu qi xing              | Sexy Playgirls                                 |                      | Пэйпэй                |
| 1973 | 丹麦娇娃                     | Dan Mai Jiao Wa              | Sexy Girls of Denmark                          |                      | Ян Цзяоцзяо           |
| 1973 | 牛鬼蛇神                     | niúguĭ shéshén               | Tales of Larceny / The Scholar And The Soldier | Исчадия ада          | вдова Чжан            |
| 1974 | 艷女還魂                     | Yan nu huan hun              | The Ghost Lovers                               | Призрачные любовники | Сун Ляньхуа           |
| 1975 | 捉奸趣事                     | Zhuo Jian Qu Shi             | That’s Adultery!                               |                      |                       |
| 1976 | 洞房艷事                     | dong fang yan shi            | Wedding Nights                                 |                      | Чань Сяньсянь         |
| 1975 | 色中餓鬼 / 本事標題 : 牡丹燈 | Se zhong e gui / Mu dan deng | Evil Seducers                                  |                      | (приглашенная звезда) |

#### Фильмы различных жанров с современным сюжетом
| Год  | Китайское название      | Транскрипция                                  | Английское название                                  | Русское название                                              | Роли                   |
| ---- | ----------------------- | --------------------------------------------- | ---------------------------------------------------- | ------------------------------------------------------------- | ---------------------- |
| 1964 | 露滴牡丹開 / 萬花迎春   | Lu di mu dan kai / Wan hua ying chun          | The Dancing Millionairess                            |                                                               | танцовщица             |
| 1964 | 故都春夢 / 新啼笑因緣   | gù dōu chūn mèng / xīn tí xiào yīn yuán       | Between Tears and Laughter                           | Меж слезами и смехом                                          | уличная акробатка      |
| 1966 | 野姑娘                  | yě gū niáng                                   | Sweet and Wild                                       | Дикарка                                                       | Цзинь Сяофан           |
| 1967 | 菁菁                    | Jing Jing                                     | Moonlight Serenade                                   | Цзинцзин / Серенада лунного света                             | Вэй Цзинцзин           |
| 1967 | 珊珊                    | Shān shān                                     | Susanna                                              | Шаньшань                                                      | Линь Шаньшань          |
| 1967 | 大俠復仇記 / 京華煙雲   | Da xia fu chou ji / Jing hua yan yun          | Sweet Is Revenge                                     | Сладкая месть                                                 | Ван Даньпин            |
| 1967 | 垂死天鵝                | Chui si tian e                                | Swan Song                                            | Лебединая песня                                               | (играет саму себя)     |
| 1968 | 花月良宵                | Hua yue liang xiao                            | Hong Kong Rhapsody                                   | Гонконгская рапсодия                                          | Чан Сяопин             |
| 1969 | 死角                    | Si jiao                                       | Dead End                                             | Тупик                                                         | Вэнь Жо                |
| 1970 | 玉女親情                | Yu Nu Qin Qing                                | A Place to Call Home                                 | Место, зовущееся домом                                        | Чжан Айчжу («Айви»)    |
| 1970 | 女校春色                | nǚ xiào chūn sè                               | Whose Baby’s in the Classroom?                       | Весеннее происшествие в школе для девочек / Чей это ребенок?! | завуч школы Ли Хайлунь |
| 1971 | 財色驚魂                | cái sè jīng hún                               | Secret of my millionaire sister / Ninja dragon tiger |                                                               |                        |
| 1972 | 仙女下凡                | xiānnǚ xià fán                                | The Human Goddess                                    | Богиня спускается на землю / Богиня в Гонконге                | Седьмая Сестра         |
| 1972 | 娃娃夫人                | wáwa fūrén                                    | The Merry Wife                                       |                                                               | Сюй Жэньжэнь           |
| 1972 | 亡命徒                  | wang ming tu                                  | The Fugitive                                         | Беглец                                                        | Мин Мин                |
| 1974 | 香港73                  | Xiānggăng 73                                  | Hong Kong 73                                         | Гонконг 73                                                    | медсестра              |
| 1974 | 鬼馬小天使 / 刁蠻小天使 | gui ma xiao tian shi / dian man xiao tian shi | The Cheeky Little Angels                             |                                                               | Чжэнь Шуфэнь           |
| 1975 | 情鎖                    | qíng suǒ                                      | Love Lock                                            |                                                               |                        |
| 1975 | 雙星伴月                | shuang xing ban yue                           | The Happy Trio                                       |                                                               | А Цзяо                 |
| 1975 | 新啼笑因缘              | xin ti xiao yin yuan                          | Lover’s Destiny                                      |                                                               | Хэ Лися                |
| 1975 | 神化外母古惑妻          | shén huà wài mǔ gǔ huò qī                     | My Bewitched Wife                                    |                                                               | Ху Сянь                |
| 1975 | 嬉笑怒罵                | xī xiào nù mà                                 | Temperament of Life                                  |                                                               |                        |
| 1976 | 老夫子                  | Lao Fu Zi                                     | Mr. Funny Bone                                       |                                                               | барышня Чэнь           |
| 1976 | 狐天狐地                | hú tiān hú dì                                 | Beautiful Vixen                                      |                                                               | Ху Сяосянь             |
| 1976 | 陷阱                    | xiàn jǐng                                     | The Trap                                             |                                                               |                        |
| 1977 | 筧橋英烈傳              | jiǎn qiáo yīng liè chuán                      | Heroes of the Eastern Skies                          |                                                               | Е Мужань               |
| 1977 | 密密相思林              | mì mì xiāng sī lín                            | My Sweet Memory                                      |                                                               |                        |
| 1978 | 追                      | zhuī                                          | The Chase                                            |                                                               |                        |
| 1983 | 風水二十年              | fēng shuǐ èrshí nián                          | Lost Generation                                      |                                                               | зрительница            |

### Продюсерские работы
- 1978 — Big Leap Forward (大躍進, Dà yuè jìn, Большой скачок вперёд)
- 1978 — The Chase (追, Zhuī, Погоня)
- 1980 — Snake deadly act (蛇形醉步, Shé xíng zuì bù, Смертельное движение змеи)